# Dubiaranea
Genre
Synonymes
- Paranesticus Mello-Leitão, 1944
- Hormembolus Millidge, 1985

Dubiaranea est un genre d'araignées aranéomorphes de la famille des Linyphiidae.

## Distribution
Les espèces de ce genre se rencontrent en Amérique du Sud sauf Dubiaranea deelemanae de Bornéo.

## Liste des espèces
Selon World Spider Catalog (version 25.0, 10/05/2024) :
- Dubiaranea abjecta Millidge, 1991
- Dubiaranea abundans Millidge, 1991
- Dubiaranea affinis Millidge, 1991
- Dubiaranea albodorsata Millidge, 1991
- Dubiaranea albolineata Millidge, 1991
- Dubiaranea amoena Millidge, 1991
- Dubiaranea argentata Millidge, 1991
- Dubiaranea argenteovittata Mello-Leitão, 1943
- Dubiaranea atra Millidge, 1991
- Dubiaranea atriceps Millidge, 1991
- Dubiaranea atripalpis Millidge, 1991
- Dubiaranea atrolineata Millidge, 1991
- Dubiaranea aureola Millidge, 1991
- Dubiaranea bacata Millidge, 1991
- Dubiaranea brevis Millidge, 1991
- Dubiaranea caeca Millidge, 1991
- Dubiaranea caledonica (Millidge, 1985)
- Dubiaranea castanea Millidge, 1991
- Dubiaranea cekalovici (Millidge, 1985)
- Dubiaranea cerea (Millidge, 1985)
- Dubiaranea colombiana Millidge, 1991
- Dubiaranea concors Millidge, 1991
- Dubiaranea congruens Millidge, 1991
- Dubiaranea crebra Millidge, 1991
- Dubiaranea decora Millidge, 1991
- Dubiaranea decurtata Millidge, 1991
- Dubiaranea deelemanae Millidge, 1995
- Dubiaranea difficilis (Mello-Leitão, 1944)
- Dubiaranea discolor Millidge, 1991
- Dubiaranea distincta (Nicolet, 1849)
- Dubiaranea distracta Millidge, 1991
- Dubiaranea elegans Millidge, 1991
- Dubiaranea fagicola Millidge, 1991
- Dubiaranea falcata (Millidge, 1985)
- Dubiaranea festiva (Millidge, 1985)
- Dubiaranea fruticola Millidge, 1991
- Dubiaranea fulgens (Millidge, 1985)
- Dubiaranea fulvolineata Millidge, 1991
- Dubiaranea furva Millidge, 1991
- Dubiaranea fusca Millidge, 1991
- Dubiaranea gilva Millidge, 1991
- Dubiaranea gloriosa Millidge, 1991
- Dubiaranea grandicula Millidge, 1991
- Dubiaranea gregalis Millidge, 1991
- Dubiaranea habilis Millidge, 1991
- Dubiaranea inquilina (Millidge, 1985)
- Dubiaranea insignita Millidge, 1991
- Dubiaranea insulana Millidge, 1991
- Dubiaranea insulsa Millidge, 1991
- Dubiaranea lepida Millidge, 1991
- Dubiaranea levii Millidge, 1991
- Dubiaranea longa Millidge, 1991
- Dubiaranea longiscapa (Millidge, 1985)
- Dubiaranea luctuosa Millidge, 1991
- Dubiaranea lugubris Millidge, 1991
- Dubiaranea maculata (Millidge, 1985)
- Dubiaranea magatama Cajade, Hagopián & Rodrigues, 2024
- Dubiaranea manufera (Millidge, 1985)
- Dubiaranea margaritata Millidge, 1991
- Dubiaranea media Millidge, 1991
- Dubiaranea mediocris Millidge, 1991
- Dubiaranea melanocephala Millidge, 1991
- Dubiaranea melica Millidge, 1991
- Dubiaranea mirabilis Millidge, 1991
- Dubiaranea modica Millidge, 1991
- Dubiaranea morata Millidge, 1991
- Dubiaranea nivea Millidge, 1991
- Dubiaranea opaca Millidge, 1991
- Dubiaranea orba Millidge, 1991
- Dubiaranea ornata Millidge, 1991
- Dubiaranea penai (Millidge, 1985)
- Dubiaranea persimilis Millidge, 1991
- Dubiaranea procera Millidge, 1991
- Dubiaranea propinquua (Millidge, 1985)
- Dubiaranea propria Millidge, 1991
- Dubiaranea proxima Millidge, 1991
- Dubiaranea pulchra Millidge, 1991
- Dubiaranea pullata Millidge, 1991
- Dubiaranea remota Millidge, 1991
- Dubiaranea rufula Millidge, 1991
- Dubiaranea saucia Millidge, 1991
- Dubiaranea setigera Millidge, 1991
- Dubiaranea signifera Millidge, 1991
- Dubiaranea silvae Millidge, 1991
- Dubiaranea silvicola Millidge, 1991
- Dubiaranea similis Millidge, 1991
- Dubiaranea solita Millidge, 1991
- Dubiaranea speciosa Millidge, 1991
- Dubiaranea stellata (Millidge, 1985)
- Dubiaranea subtilis (Keyserling, 1886)
- Dubiaranea teres Millidge, 1991
- Dubiaranea tridentata Millidge, 1993
- Dubiaranea tristis (Mello-Leitão, 1941)
- Dubiaranea truncata Millidge, 1991
- Dubiaranea turbidula (Keyserling, 1886)
- Dubiaranea usitata Millidge, 1991
- Dubiaranea varia Millidge, 1991
- Dubiaranea variegata Millidge, 1991
- Dubiaranea versicolor Millidge, 1991
- Dubiaranea veterana Millidge, 1991
- Dubiaranea vetusta Millidge, 1991

## Systématique et taxinomie
Ce genre a été décrit par Mello-Leitão en 1943 dans les Theridiidae. Il est placé dans les Linyphiidae par Levi en 1967.
Paranesticus et Hormembolus ont été placés en synonymie par Millidge en 1991.

## Publication originale
- Mello-Leitão, 1943 : « Catálogo das aranhas do Rio Grande do Sul. » Arquivos do Museu Nacional, vol. 37, p. 147-245.